# Mangelia scipio
Mangelia scipio är en snäckart som beskrevs av Dall 1889. Mangelia scipio ingår i släktet Mangelia och familjen kägelsnäckor. Inga underarter finns listade i Catalogue of Life.